# Voici
Voici ist eine französische Wochen- und Frauenzeitschrift, die in Paris erscheint.Voici wurde 1987 gegründet und gehört zum deutschen Verlagshaus Gruner + Jahr, einem Teil des Medienkonzerns Bertelsmann. Als Herausgeber firmiert Prisma Media, ein Ableger von Gruner + Jahr.
Voici bezeichnet sich selbst als das sich am besten verkaufende französische Celebritymagazin, und die zweit- oder drittmeistgelesene französische Frauenzeitschrift. Die Themenbereiche erstrecken sich über Beauty, Mode, Gesundheit, Gesellschaft und Unterhaltung.

## Auflage
Voici hatte 1991 eine Auflage von 602.000 Exemplaren. Sie fiel auf 576.000 Exemplare im Jahre 1998 ab. 2000 betrug die Auflage 514.180 Exemplare, 2001 waren es wieder 522.042.
Während der Jahre 2007 bis 2008 waren 493.000 Exemplare von Voici im Umlauf. Die Wochenzeitschrift war 2009 das sich am drittbesten verkaufende Celebritymagazin in Frankreich mit einer Auflage von 408.000 Exemplaren. Im Jahr 2010 betrug die Auflage 408.120 Exemplare.